# Точно решаемая задача
Точно решаемая задача — какая-либо задача теоретической физики, ответ для которой может быть записан в виде элементарных или известных специальных функций.
Некоторые точно решаемые задачи:
- задача о двух телах, взаимодействующих друг с другом лишь гравитационно, в классической механике;
- задачи о трёхмерном гармоническом осцилляторе, кулоновском потенциале, однородном магнитном поле в квантовой механике;
- одномерная и двумерная модель Изинга в статистической физике.

Некоторые задачи, не являющиеся точно решаемыми:
- задача трёх тел в механике и её обобщение на несколько тел;
- задача двух тел в общей теории относительности;
- задача об атоме гелия (то есть два электрона в кулоновском потенциале);
- трёхмерная модель Изинга.